# 12485 Дженіфергарріс
12485 Дженіфергарріс (12485 Jenniferharris) — астероїд головного поясу, відкритий 7 квітня 1997 року.
Тіссеранів параметр щодо Юпітера — 3,483.